# 祁县王氏
祁县王氏，乃太原王氏之分支，另一分支为晋阳王氏。祁县王氏始祖为汉司空王允。
现代学者将祁县王氏的房支归纳为王秉支、乌丸支、文中子支、王玄起支、王忠嗣支、河东王氏支等。此外，在唐朝时还有诸多自称“太原祁人”，但房支不可考的人士。近代以来，姚薇元在《北朝胡姓考》中考证，唐朝时自称为祁县王氏第二房支的乌丸支实为冒姓的乌桓人（乌丸氏）。亦有学者反对这一观点。

## 王允
东汉司徒、尚书令。

### 家庭

#### 兄
- 王宏，字长文[2]。

#### 子女
- 王蓋，王允長子，侍中，与王允同被诛灭。
- 王景，王允次子，与王允同被诛灭。
- 王定，王允子，与王允同被诛灭。

#### 侄兒
- 王晨，王允兄長之子，王允被诛时逃回家乡。
- 王淩，王晨弟，与王晨一同逃回家乡。后被曹操赏识，最终在曹魏官至太尉，但是在后來图谋推翻司马懿失败，最终自杀。被诛灭三族。
- 王氏，令狐愚母。
- 王氏，王凌妹，嫁郭淮。

#### 孙
- 王黑，安乐亭侯。

### 王轨 (北周)
王轨（6世纪－579年），小名沙门，太原郡祁县人，南北朝北周官员。受周武帝宇文邕重用，王轨曾进言杀杨坚以免后患。郑译与杨坚、长孙览等有私交。王轨多次提醒武帝说太子宇文赟品德低劣，不能继承皇位。一日宇文赟问郑译：“我脚上的杖痕该怪谁啊？”郑译称：“都怪王轨和宇文孝伯！”王轨遂被杀，宇文孝伯赐死于家。

## 王思政

### 家族
- 父亲：王佑，州主簿。[3]
- 儿子[4]
  - 王元逊
    - 王景，隋朝时任汴州刺史

  - 王康，或称王秉、王柬，王思政被东魏所俘，西魏下诏以因水城陷，非战之罪，增食邑三千五百户，以王康袭爵太原郡公
    - 王裕，隋州刺史，唐朝驸马，妻同安公主为唐高祖李渊同母妹。
      - 王仁表
        - 王方翼
          - 王某
            - 王鉷（?－752年)[5]

    - 王某
      - 王仁祐,后人改姓为“蟒”。
        - 王氏，唐高宗第一任皇后

  - 王揆，公爵
  - 王邗，西安县侯
  - 王恭，忠诚县伯
  - 王细，显亲县伯
- 女儿
  - 王氏，王康姊封齐郡君

有孙王祇玄。王祇玄生王师古。王师古生王承业。王承业女嫁唐朝秘书丞摄御史朱某，封太原郡君。

## 王维
- 4世祖：王儒贤
- 曾祖：王知节
- 祖父：王胄
- 父亲：王处廉

### 兄弟
- 王维
- 王缙
- 王纮
- 王紞
- 王氏，嫁汝州司马萧安亲，生萧征。

## 王忠嗣
王忠嗣（706年－750年），初名训，太原祁今山西祁县人，唐朝名将，封清源县公。
- 父亲：王海宾，骁勇闻名，官至太子右卫率、丰安军使。
- 女儿：王韞秀，嫁元载，生元伯和。